# Frassineto (cannoniera)
La Frassineto è stata una cannoniera lacuale della Regia Marina.

## Storia
Costruita nel 1859 presso i cantieri Forges et Chantiers de la Méditerranée di La Seyne-sur-Mer come chaloup cannoniére demontable no. 6, la Frassineto faceva parte di una classe di dieci unità commissionate dalla Marina francese per la campagna militare in Nord Italia (seconda guerra d'indipendenza). Dopo il completamento a La Seyne, la nave si trasferì da Tolone a Genova il 28 giugno 1859 e lì, così come quattro unità gemelle, venne smontata e trasferita mediante un difficile trasporto via ferrovia e ponti di barche fino a Desenzano del Garda, ove fu riassemblata.
La seconda guerra d'indipendenza ebbe tuttavia fine prima che l'assemblaggio delle cannoniere avesse termine, così che, il 16 agosto 1859, esse furono donate al Regno di Sardegna, venendo così completate per conto della Marina di tale nazione.
Il 2 febbraio 1860 alle cinque cannoniere venne assegnato un nome: la no. 6 divenne Frassineto e capoclasse della classe omonima. La nave andò a formare, con le altre cannoniere della sua classe, la Regia Flottiglia del Lago di Garda, di base a Sirmione.
Tuttavia lo scarso armamento delle cinque unità della classe fu fonte di non poche preoccupazioni, tanto che si pensò, in caso di invasione da parte delle truppe austroungariche, di ritirarle od autoaffondarle, piuttosto che impiegarle in combattimento.
Nell'agosto 1860 il governo del Regno di Sardegna, su richiesta degli abitanti della sponda lombarda del lago (che non era servita da battelli, essendo tutti i piroscafi del lago di proprietà austro-ungarica e quindi impiegati solo sulle sponde veneta e trentina), dispose che ogni 15 giorni una delle cannoniere effettuasse dei viaggi di trasporto passeggeri a Salò e Limone sul Garda. Tale servizio – durante il quale andò tragicamente perduta, nel 1860, la cannoniera Sesia, affondata in seguito allo scoppio della caldaia – si protrasse sino al settembre 1862, quando dal lago Maggiore venne trasferito sul Garda il piroscafo a ruote Benaco.
Nel giugno 1866 scoppiò la terza guerra d'indipendenza, che avrebbe coinvolto direttamente anche il Garda.
Tuttavia le unità della flottiglia del Garda, compresa la Frassineto, non erano in stato d'approntamento: come constatò Giuseppe Garibaldi dopo essersi recato a Salò, tutte le cannoniere (ad eccezione di una, la Torrione, armata ma «interamente vuota») si trovavano «in grave disordine».
Le 6 cannoniere italiane (Frassineto, Torrione, Castenedolo, Pozzolengo, Adda e Mincio) furono rimesse in efficienza e dislocate a Salò insieme al requisito Benaco, ma l'operatività delle navi italiane fu alquanto scarsa: a fronte delle sei cannoniere italiane, provviste di un solo cannone ciascuna, vi erano i grossi piroscafi armati Hess e Franz Joseph, 9 cannoniere (3 a vela e 6 ad elica) ed 11 lance armate, per un totale di 62 cannoni e 10 spingarde. La flottiglia italiana non riuscì quindi a contrastare efficacemente l'attività delle navi austroungariche, che poterono bombardare la stazione di Desenzano (30 giugno 1866) ed i paesi di Bogliaco (10 luglio 1866) e Gargnano (2 e 18 luglio 1866), catturare il piroscafo Benaco ed affondare il barcone Poeta carico di viveri (20 luglio 1866). L'attività delle navi italiane si limitò sostanzialmente ad alcuni viaggi di trasporto di truppe e di alcuni pezzi d'artiglieria: l'unica vera azione bellica compiuta da unità della Regia Flottiglia si svolse l'8 luglio 1866, quando due cannoniere attaccarono e misero in fuga un'unità austroungarica, che si rifugiò a Malcesine.
Terminata la guerra, la Regia Flottiglia del Garda incorporò tutte le più moderne unità ex austriache (Hess, Franz Joseph e 6 cannoniere ad elica), ben più grandi e ben armate delle cannoniere della classe Frassineto.
La Frassineto e le sue gemelle, nel 1867, furono quindi radiate ed avviate alla demolizione.